# Limnophora eilagensis
Limnophora eilagensis är en tvåvingeart som beskrevs av Shinonaga 2005. Limnophora eilagensis ingår i släktet Limnophora och familjen husflugor. Inga underarter finns listade i Catalogue of Life.